# Ángel de Peredo
Ángel de Peredo (Queveda, 1623 – ...) fu un cavaliere dell'Ordine di Santiago che ricoprì i ruoli di presidente della Audiencia Reale del Cile e, temporaneamente, di Governatore Reale del Cile dal maggio 1662 al febbraio 1664.

## Biografia
Durante il suo governo fondò la città di Santa Maria de Guadalupe nei pressi della fortezza di San Miguel Arcángel de Colcura, precedentemente eretta da Pedro Porter Casanate a sud-est dell'attuale città di Lota, nella valle del Colcura. 
Alla fine del suo mandato il nuovo governatore, Francisco de Meneses Brito, accusò Peredo di aver creato più posti per ufficiali di quelli necessari all'esercito, vendendone i titoli. Ordinò il suo arresto, ma Peredo riuscì a fuggire dal Cile. Meneses attaccò anche gli amici di Peredo, tra i quali si trovava l'oidor Alonso de Solórzano y Velasco, il quale si oppose alle scelte del nuovo governatore. Per tutta risposta Meneses lo rimosse dal suo incarico esiliandolo.
Peredo divenne governatore della provincia di Tucumán tra il 1670 ed il 1674. Nel 1673 inviò una grande spedizione punitiva contro i Mocoví ed altre tribù del Gran Chaco che stavano saccheggiando la regione.